# 李光春
李光春（？—？），又作李先春，字元甫，號生石，浙江温州府樂清縣人，明朝末年官员。

## 生平
萬曆三十七年（1609年），李光春舉己酉科浙江鄉試八十八名，萬曆四十四年（1616年），中丙辰科进士，任江西廣信府推官，天啓元年本省同考。三年擢雲南道御史，以疏論魏忠贤罪惡，忤旨奪俸，尋出为九江兵備，江西右參議兼按察司僉事。崇禎元年丁憂，四年起補福建右參議，本年升江西副使，六年升河南右參政，歷河南布政使。崇祯年间，任都察院左佥都御史，后来被夺职。弘光元年（1645年），弘光帝被清朝军队俘杀。隆武帝在福州即皇帝位。任命李光春以原官兼东阁大学士。

## 家族
曾祖李盛，寿官。祖李德，寿官。父李思镇。